# Piper aguadulcense
Piper aguadulcense är en pepparväxtart som beskrevs av Truman George Yuncker. Piper aguadulcense ingår i släktet Piper och familjen pepparväxter. Inga underarter finns listade i Catalogue of Life.